# Alexis Coquet
Alexis Coquet (...) è un ex tuffatore e allenatore di tuffi francese.

## Carriera
Ha rappresentato la Francia ai campionati europei di nuoto di Eindhoven 2008, giungendo ventiquattresimo nel trampolino 3 metri.
Dopo il ritiro dall'attività agonistica è divenuto allenatore dello Strasbourg e della nazionale di tuffi francese. Ha allenato tuffatori di grande livello come Matthieu Rosset e Laura Marino.